# هنري سيمون (عسكري)
هنري سيمون (بالفرنسية: Henri Simon)‏ هو عسكري فرنسي، ولد في 23 فبراير 1866، وتوفي في 15 مايو 1956.